# バンク・オブ・イノベーション
株式会社バンク・オブ・イノベーション（英: Bank of Innovation, Inc.）は、スマートフォン向けゲームアプリの開発・運営を主業務とする日本の企業。
2006年設立。設立当初は動画検索エンジン・Foooooの開発を行っていた。
2012年、「征戦!エクスカリバー」でスマートフォン向けゲームアプリに参入し、以降ゲームアプリ開発が主要事業となる。

## 沿革
出典: 
- 2006年1月 - 東京都渋谷区において、株式会社バンク・オブ・イノベーションを設立。
- 2007年3月 - 動画検索エンジンサービス「Fooooo」をインターネット上に公開。
- 2012年9月 - スマートフォンゲーム事業を開始。
- 2013年3月 - 動画検索エンジンサービス「Fooooo」の事業譲渡に伴い、動画検索事業終了。
- 2018年7月 - 東京証券取引所のマザーズ市場に株式上場。
- 2022年4月 - 東京証券取引所の市場区分の見直しに伴い、マザーズ市場からグロース市場へ移行。

## ゲーム

### 運営中
- メメントモリ（2022年 - 、Android / iOS / DMM GAMES）

### 運営終了
- 征戦!エクスカリバー（2012年 - 2019年）
- ポケットナイツ（2013年 - 2019年）[6]
- ガールズ×マジック（2013年 - 2015年）
- ノブナガ・ザ・フール 戦乱のレガリア（2014年 - 2015年）
- 幻獣契約クリプトラクト（2015年 - 2023年、Android / iOS）
- ミトラスフィア（2017年 - 2023年、Android / iOS / AndApp）[7][8]